# Роб Гарві
Роб Гарві (англ. Robert "Rob" Harvey; нар. 9 вересня 1988, Дублін) — ірландський футбольний арбітр. З 2013 року обслуговує матчі в Прем'єр-дивізіоні. Арбітр УЄФА та ФІФА з 2016 року.

## Суддівська кар'єра
24 вересня 2013 року Гарві відсудив свій перший матч у національній лізі Ірландії. Під час матчу між «Дрогеда Юнайтед» і «Корк Сіті» (2–3 на користь «Корк Сіті») арбітр показав чотири жовті картки.
6 липня 2017 року дебютував у єврокубках під час матчу між «Валюр» і «Вентспілс» у рамках першого кваліфікаційного раунду Ліги Європи УЄФА. Гра завершилася з рахунком 1–0, а Гарві показав три жовті картки та одну червону картку.
Свій перший міжнародний матч на рівні збірних команд він провів 22 березня 2017 року, коли Кіпр переміг Казахстан з рахунком 3–1. У цьому поєдинку ірландець показав три жовті картки.
Роб Гарві судив фінал Кубка Ірландії 2020 та Кубок Президента 2022.